# HD174229
HD174229 — хімічно пекулярна зоря спектрального класу A3, що має видиму зоряну величину в смузі V приблизно  7,2.
Вона  розташована на відстані близько 415,0 світлових років від Сонця.